# Georg Högström
Georg Bernhard Högström, född 4 november 1895 i USA, död 9 april 1976 i Karlstads domkyrkoförsamling, var en svensk friidrottare (höjdhopp och stavhopp). Han tävlade för klubben IF Göta. Vid OS i Antwerpen år 1920 kom han på åttonde plats i stavhopp.
Han utsågs 1928 retroaktivt till Stor Grabb nummer 33 i friidrott.